# Rue Sainte-Hélène (Strasbourg)
Pour les articles homonymes, voir Rue Sainte-Hélène.
La rue Sainte-Hélène (en alsacien : Helenegass) est une voie de Strasbourg, rattachée administrativement au quartier Gare - Kléber, qui va du no 47 de la rue du Fossé-des-Tanneurs à la rue Sainte-Barbe. Son tracé est parallèle à celui de la Grand'Rue, située plus au sud, qu'elle rejoint par la rue des Drapiers à l'ouest et la rue du Savon vers l'est.

## Histoire et toponymie

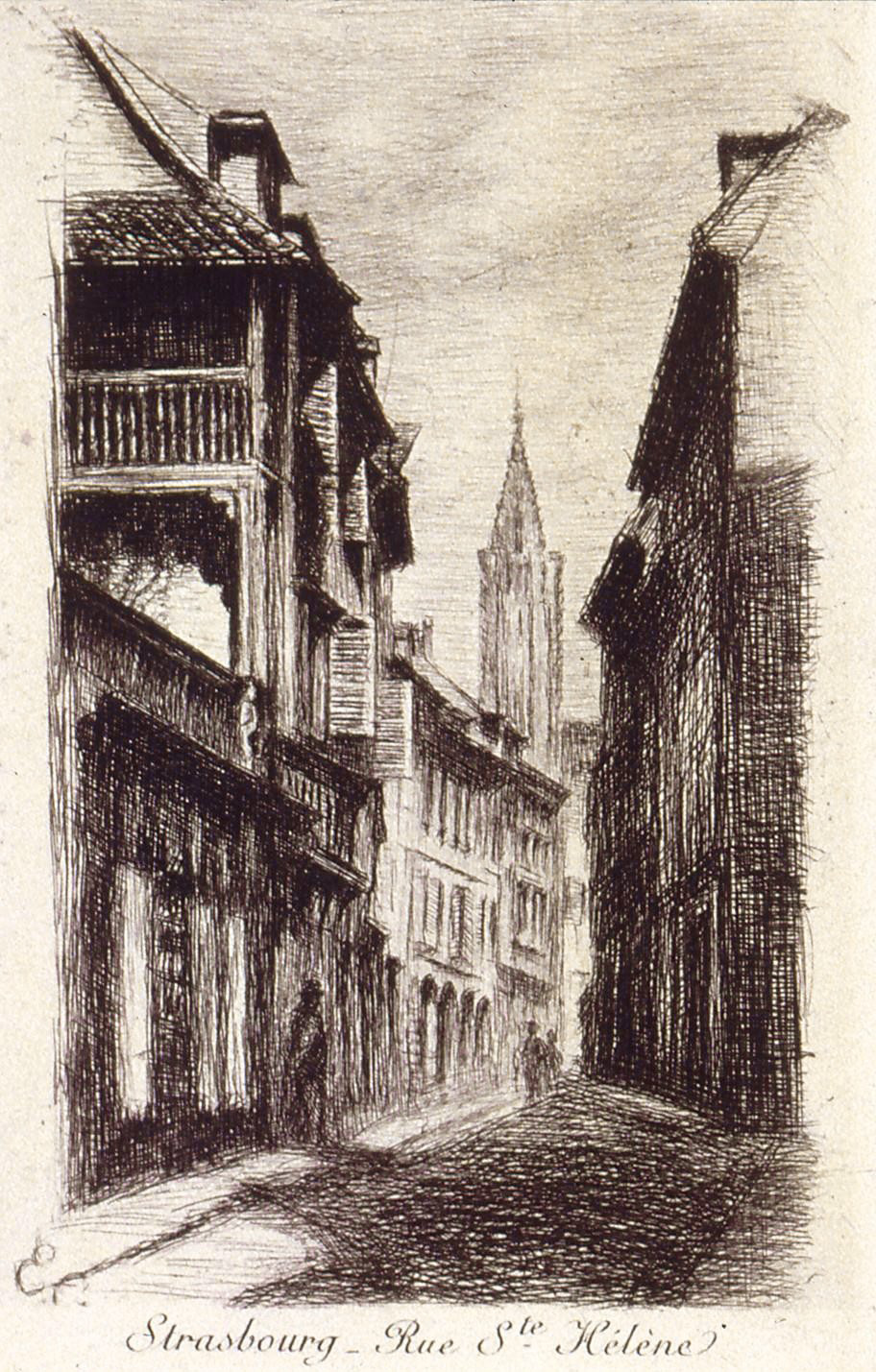
La rue Sainte-Hélène (Élise Gérold, vers 1880).

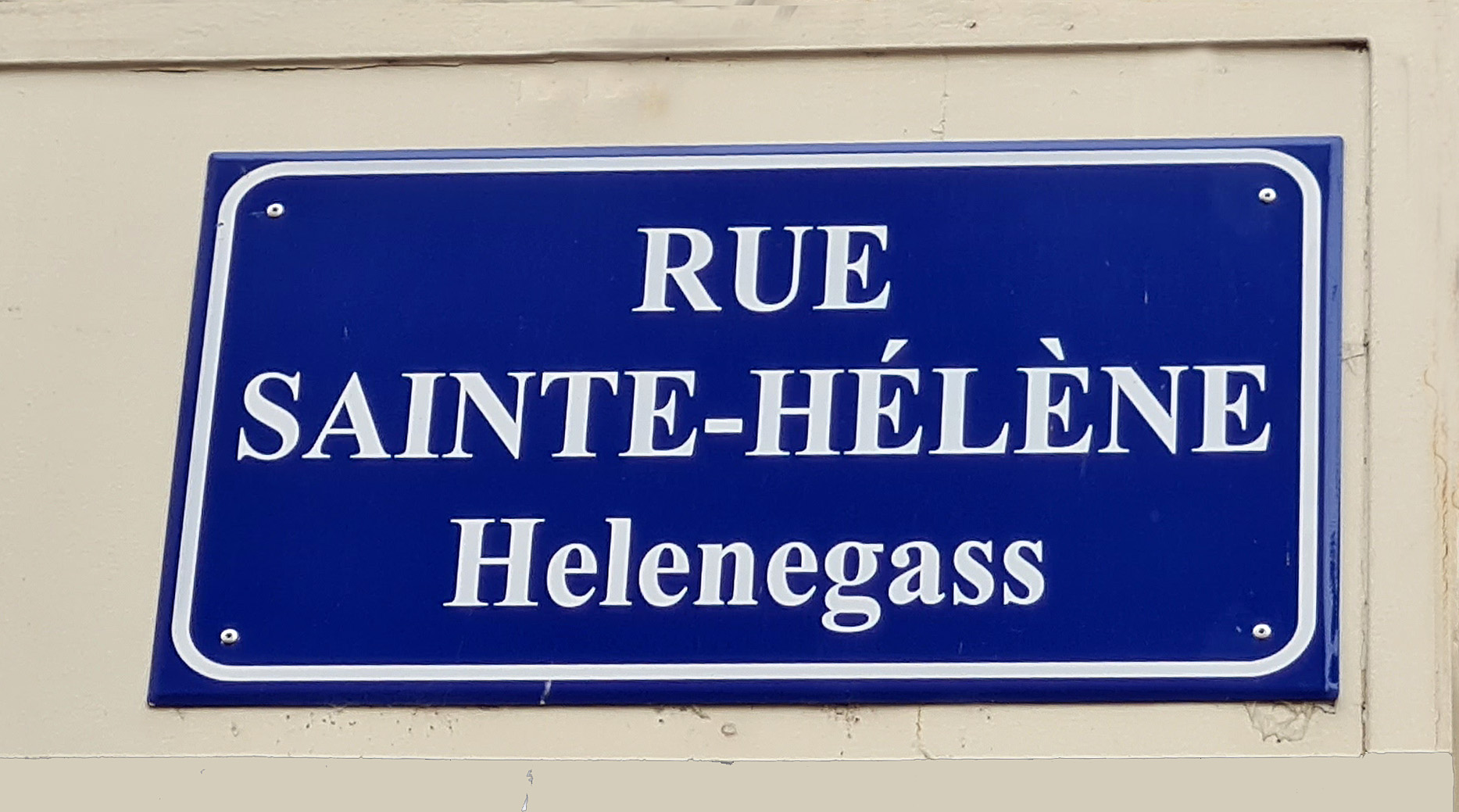
Plaque bilingue, en français et en alsacien.

Du XIIIe au XVe siècle, cette rue et plusieurs rues avoisinantes sont identifiées comme se trouvant dans le quartier des pelletiers (Under Kürsenern). En 1330 apparaissent les appellations In der Hellen et Hellengasse, dont l'origine ne fait pas l'unanimité. L'une des hypothèses est la référence au nom d'une famille. Une autre, plus souvent avancée, s'appuie sur la signification de Helle en allemand, c'est-à-dire l'enfer. On retrouvera cette thématique au XVIIIe siècle.
En 1587 elle est désignée comme Zwerchgasse zu St. Barbara (rue traversière permettant d'accéder à la rue Sainte-Barbe).
À la période révolutionnaire, elle devient en 1792 la « rue Sainte-Hélène », à partir d'une substitution phonétique de Hellen ; en 1793, la rue du Civisme ; en 1794, la rue de l'Enfance ; puis en 1799, la rue Neuve Hélène.
Se succèdent ensuite :  rue de la ci-devant Comédie de Bienfaisance (1814), rue Sainte-Hélène plutôt de l'Enfer, Höllen-Gasse  (1817), Sankt-Helenengasse (1872), rue Sainte-Hélène (1918), Helenengasse (1940), et, à nouveau, rue Sainte-Hélène depuis 1945.
À partir de 1995, des plaques de rues bilingues, à la fois en français et en alsacien, sont mises en place par la municipalité lorsque les noms de rue traditionnels étaient encore en usage dans le parler strasbourgeois. La rue est ainsi sous-titrée Helenegass.

## Bâtiments remarquables
nos 1 et 2Formant les deux angles avec la rue des Drapiers, des immeubles modernes sont érigés à ces adresses. Cependant, en 1855, Frédéric Piton décrit ainsi l'emplacement : « Au coin de la rue des Drapiers et de Sainte-Hélène, on voit deux belles maisons de maître qui font exception aux constructions bourgeoises de ce quartier. Celle de droite est l'ancien Poêle-des-Tanneurs, où étaient incorporés les tanneurs, les corroyeurs, les mégissiers, les divers apprêteurs de cuirs, les selliers et plus tard les carrossiers. L'autre, à gauche, était la tribu des drapiers, à laquelle appartenaient les fabricants de draps, les décatisseurs, les teinturiers, les gantiers, les tricoteurs, les tisserands et les blanchisseurs ».
no 2b (ancien no 4 ?)On dispose de peu d'informations sur ce bâtiment doté d'un portail néo-baroque percé de deux portes et surmonté d'un fronton brisé à volutes, dont le cartouche figure deux haches croisées, liées par un ruban. Le symbole est celui de la brasserie Zu den zwei Beilen (« Aux deux Cognées »), propriété de L. Schneider à Koenigshoffen, qui possédait aussi à la fin du XIXe siècle plusieurs débits de bière à Strasbourg, principalement au no 79 de la Grand-Rue et au no 4 de la rue Sainte-Hélène.

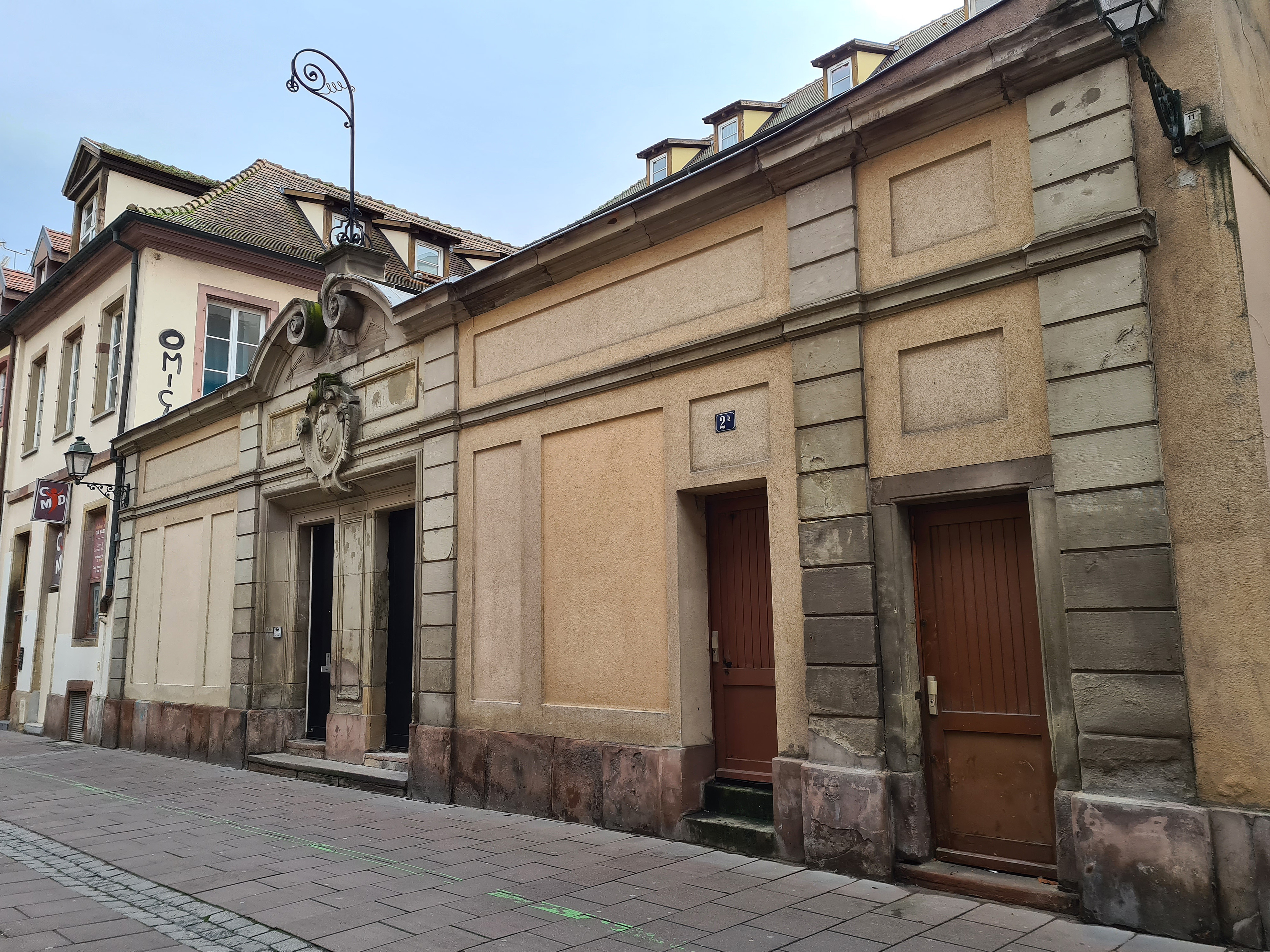
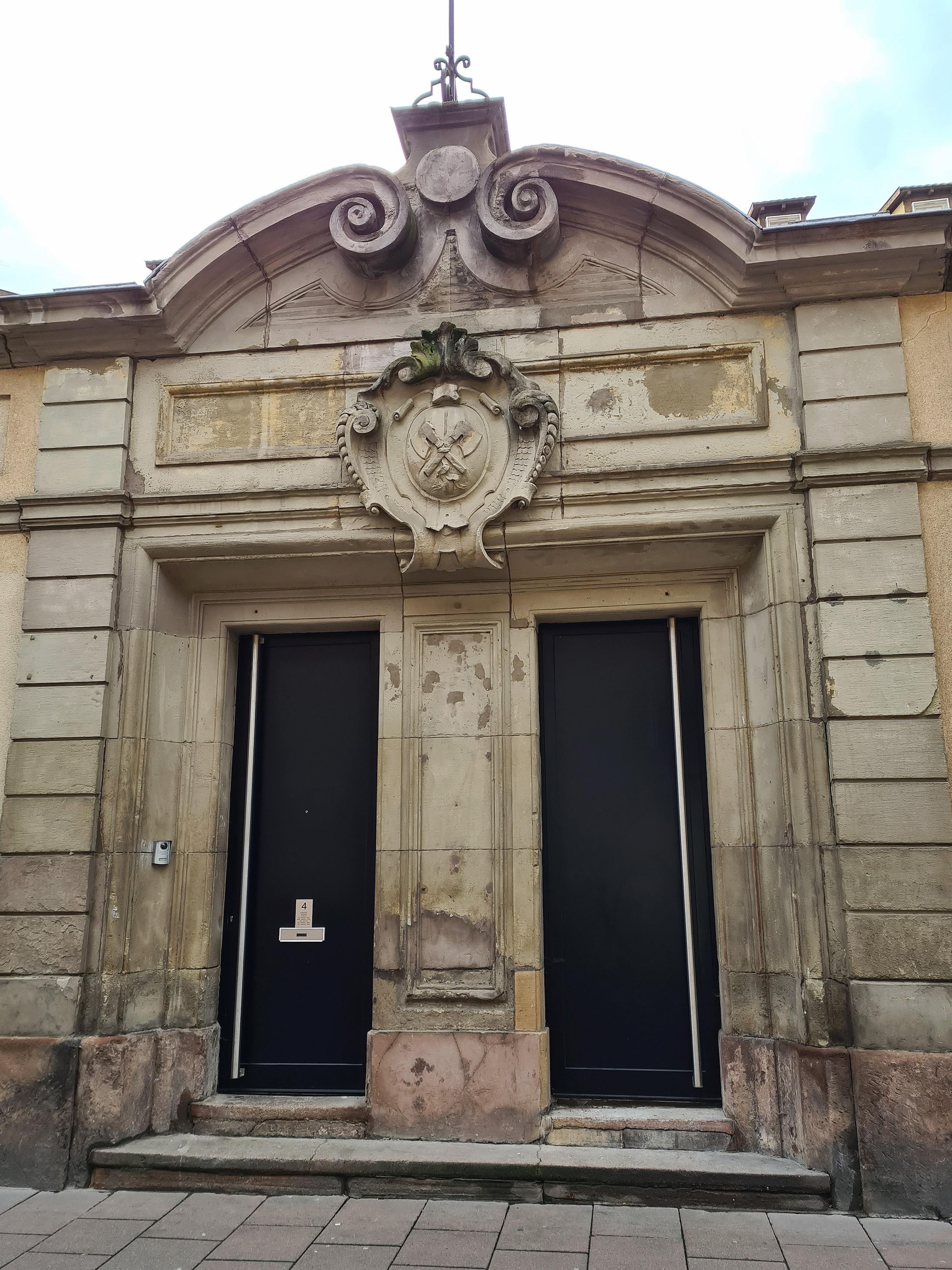
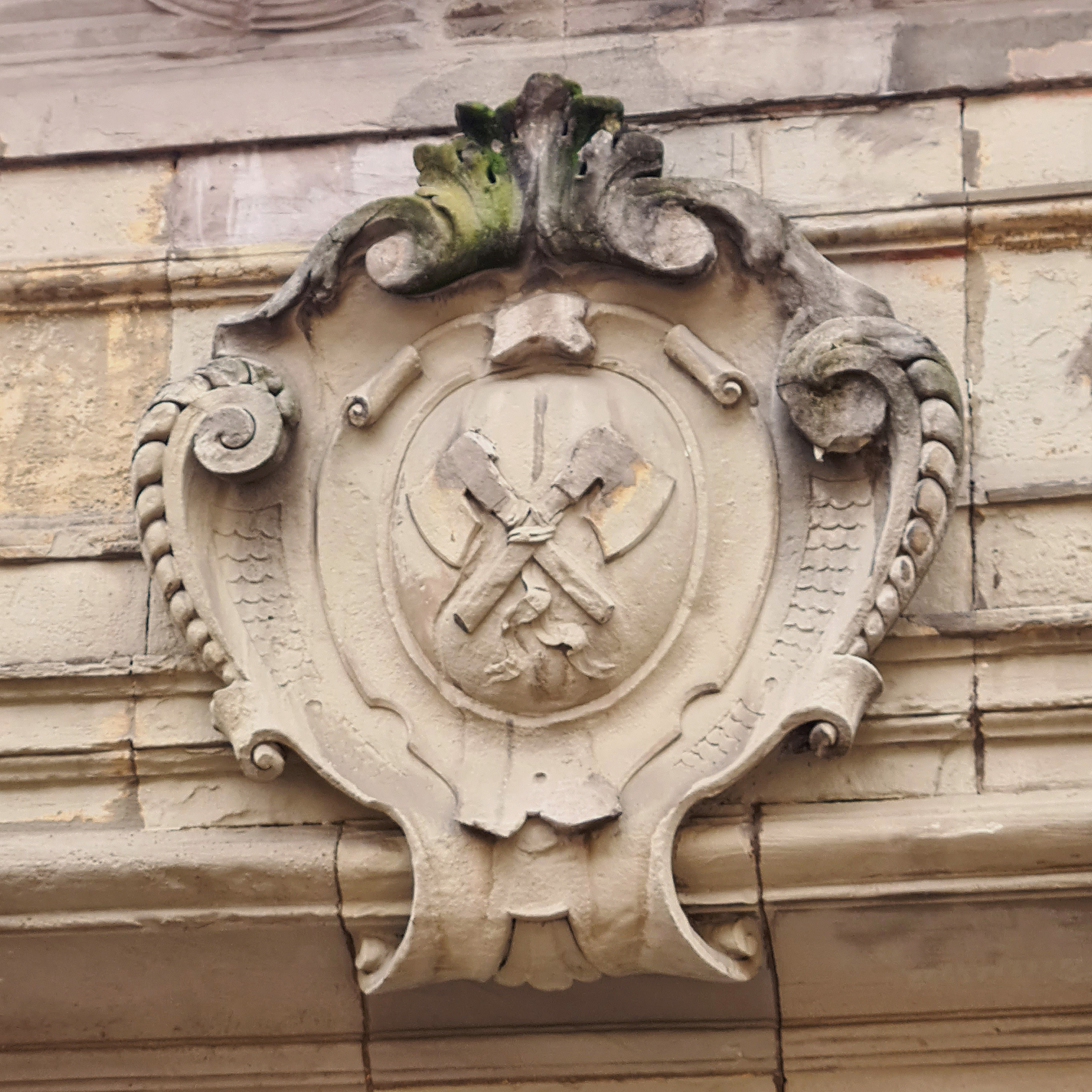

no 6À l'angle du no 1 de la rue du Savon, l'immeuble a été construit vers 1900 et réhabilité en 2012 .
no 9 (ancien no 7)Avec le no 11, c'est l'un des deux édifices faisant face à la rue du Savon. Sur l'emplacement d'un ancien béguinage, cette « maison à l'Oie » est mentionnée en 1324 et 1429 sous le nom de Der Genselerin Gotzhus, puis comme Gotzhus zur Gense en 1468 et Zur der Gans en 1587. Le millésime 1632 est gravé sur l'une des coursives. Les façades et les toitures font l'objet d'une inscription au titre des monuments historiques depuis 1984.
Des traces de peintures murales ayant été découvertes sur le mur pignon, Michel Danner (1959-2016), plasticien et architecte des bâtiments de France, est autorisé en 1990 à les compléter et à les interpréter. Il met ainsi en scène saint Luc peignant la Vierge, rappelant que la maison appartenait à la fin du XVIe siècle au peintre et graveur David Kandel (1520-1592),. Ces travaux révèlent la présence d'anciennes peintures sur les encadrements en pierre de taille et les corbeaux.

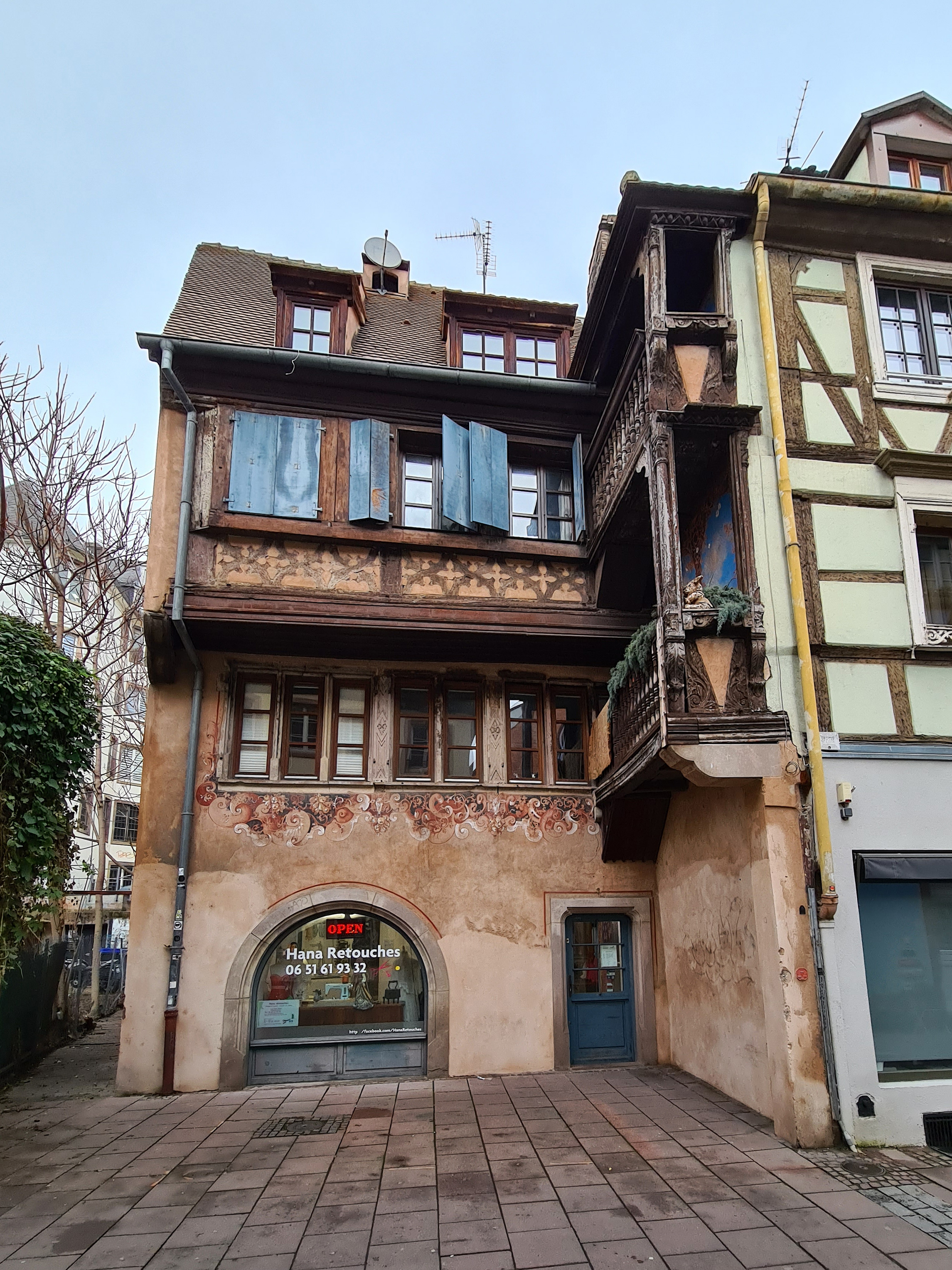
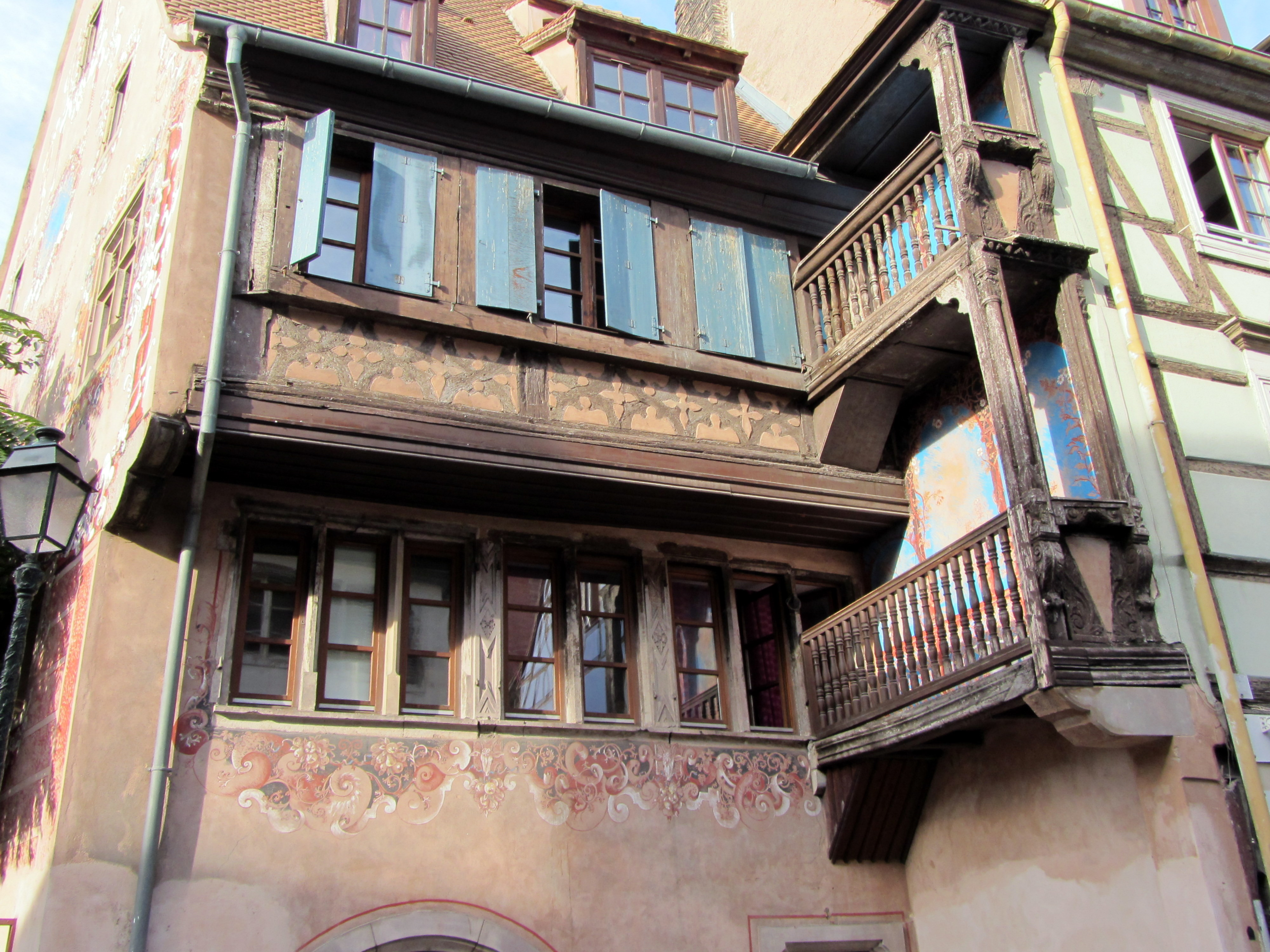
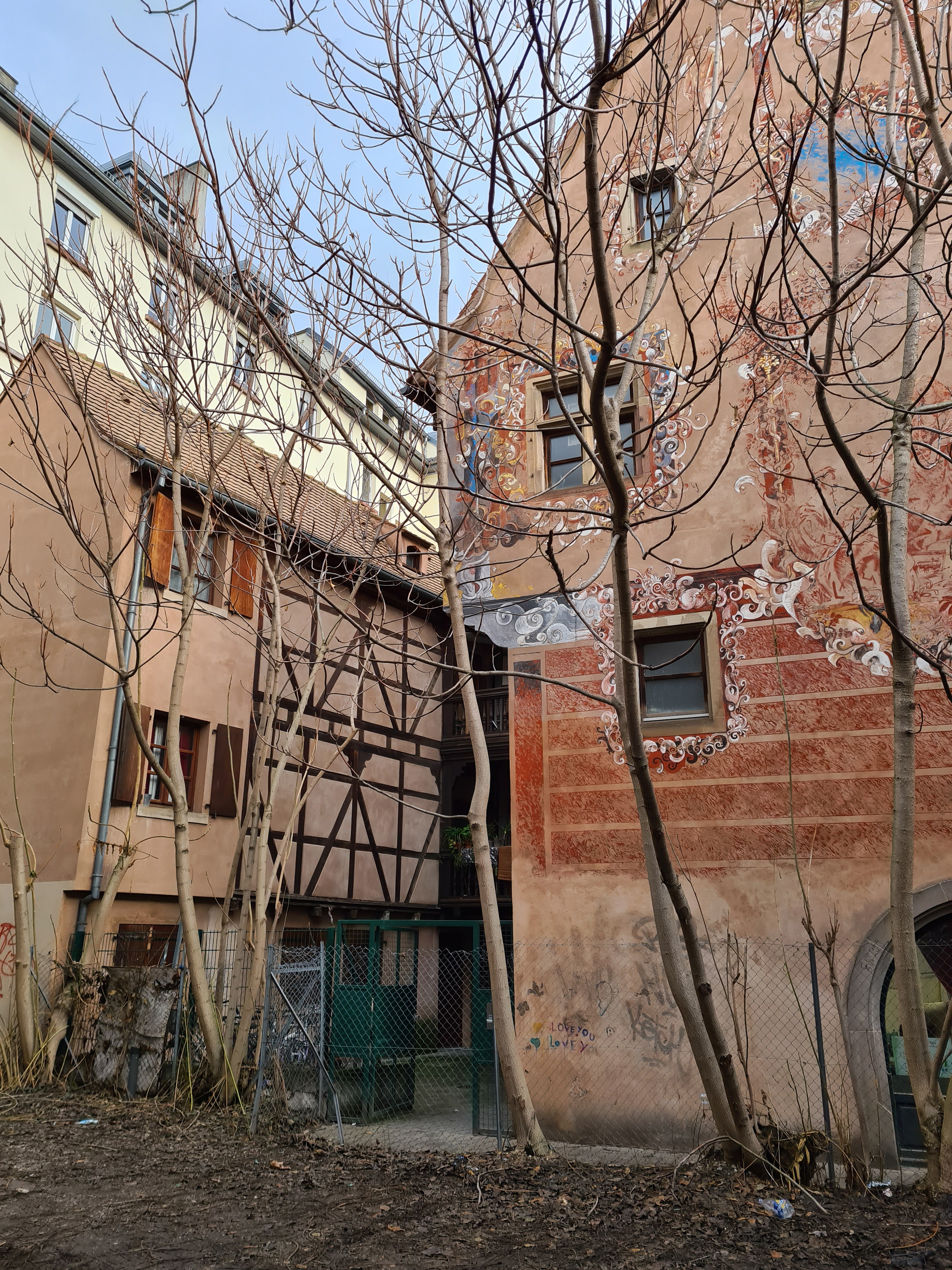

no 10La maison a été érigée en 1783, comme en témoignent la date et les initiales gravées sur le linteau de la porte (« 17 BHB 83 »).
no 11 (ancien no 8)La maison à pans de bois et double niveau de greniers, qui fait également face à la rue du Savon, appartenait à des tonneliers au XVIIe siècle. Au siècle suivant, elle est achetée par un aubergiste, puis par un notaire qui y établit son étude. Au XIXe siècle s'y succèdent notamment un débit de vins et une brasserie, et, au XXe siècle, un restaurant, puis un salon de thé.
nos 14 et 14aLa date de construction de ces maisons éclectiques est estimée vers 1900-1910,.

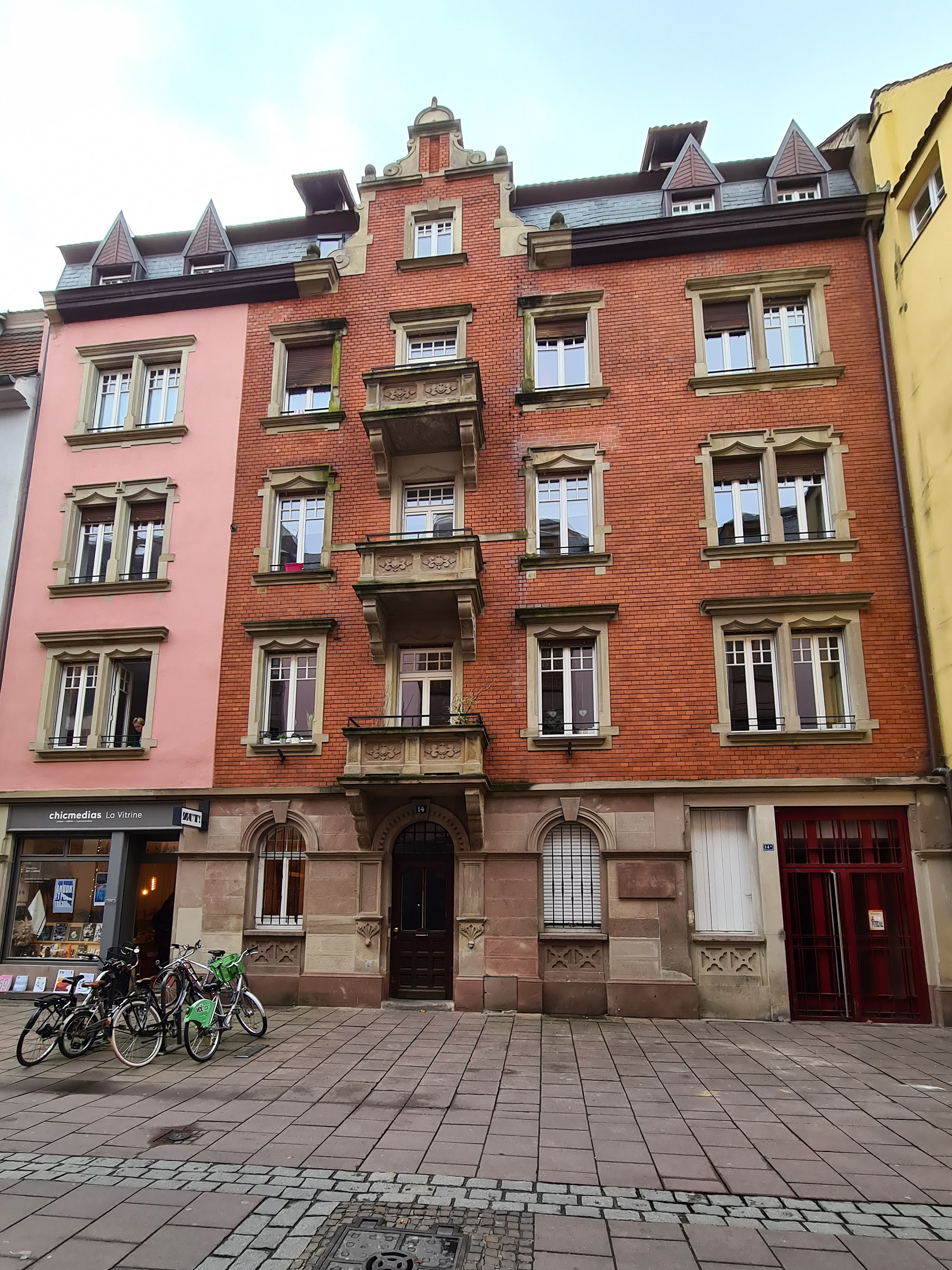
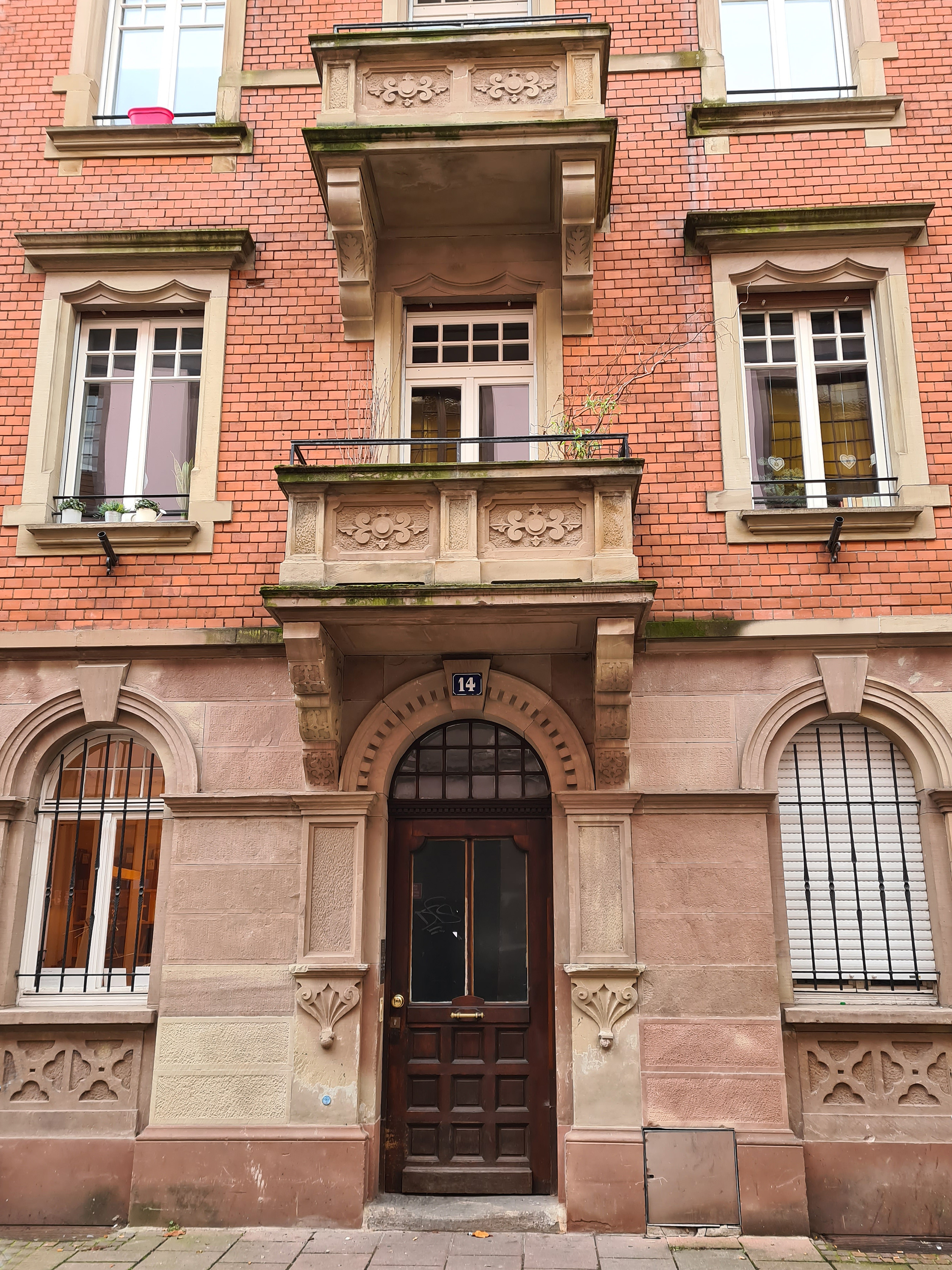

no 15Au XVIIIe siècle la maison, qui appartenu à des peigniers, à une famille de pasteurs et d'enseignants, puis à des boutonniers, est reconstruite au goût du jour, avec des encadrements de porte et de fenêtres garnis de crossettes et des garde-corps en ferronnerie aux fenêtres des étages. Elle est achetée par la Ville en 1983, puis revendue au Crédit immobilier du Bas-Rhin, qui la rénove en 1994.
no 16Une maison est attestée sur cet emplacement en 1587. Au XVIIe siècle, elle possède une autre entrée à l'actuel no 115 de la Grand-Rue. Au XVIIIe siècle, elle fait partie des maisons rachetées par le couvent des Petits capucins qui procède à des reconstructions. La communauté israélite de Strasbourg acquiert les bâtiments en 1832 et y fait aménager un lieu de culte, qui sera fermé en 1898 après l'érection de la synagogue consistoriale du quai Kléber. Lors du bombardement aérien du 11 août 1944, le bâtiment est détruit, puis reconstruit en 1953 .

Ancienne synagogue.
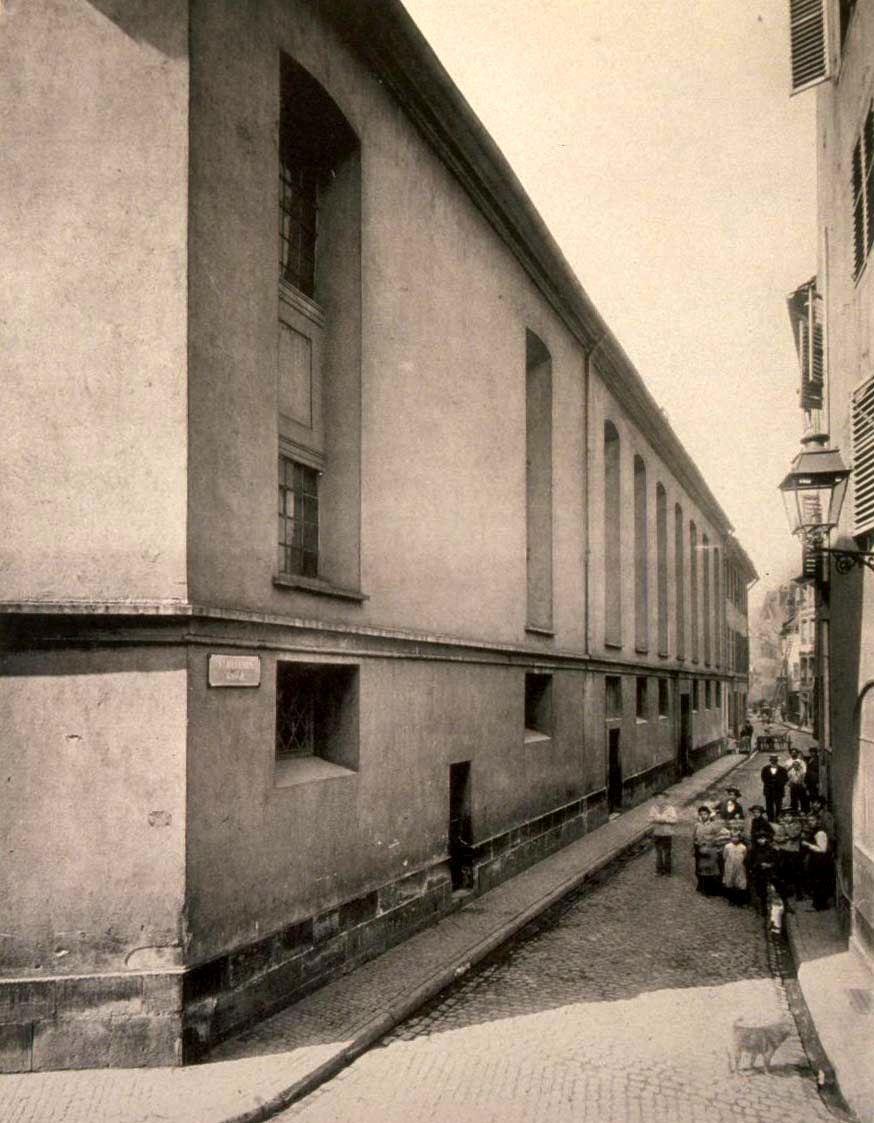
Extérieur, 1890.
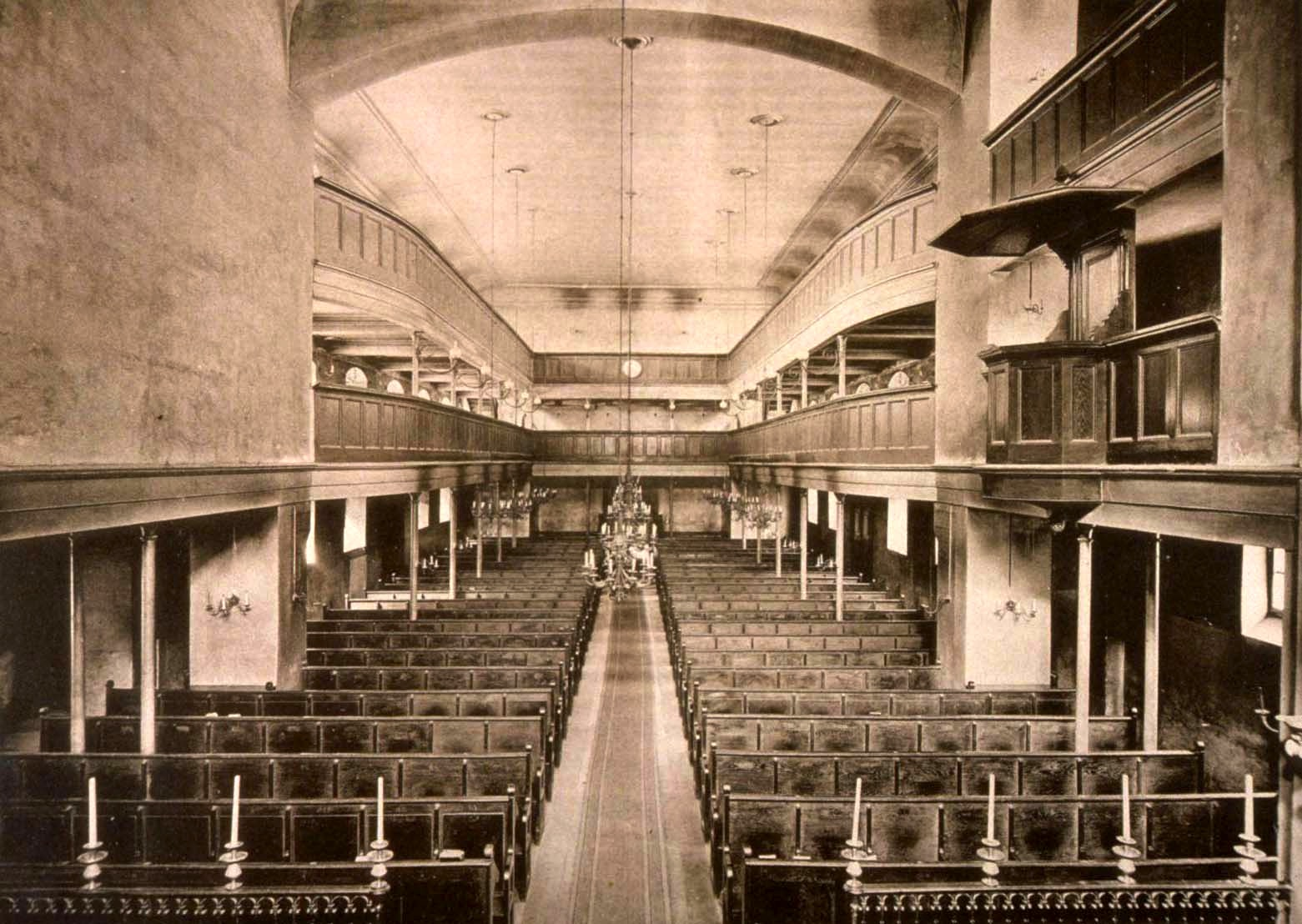
Intérieur, 1890.
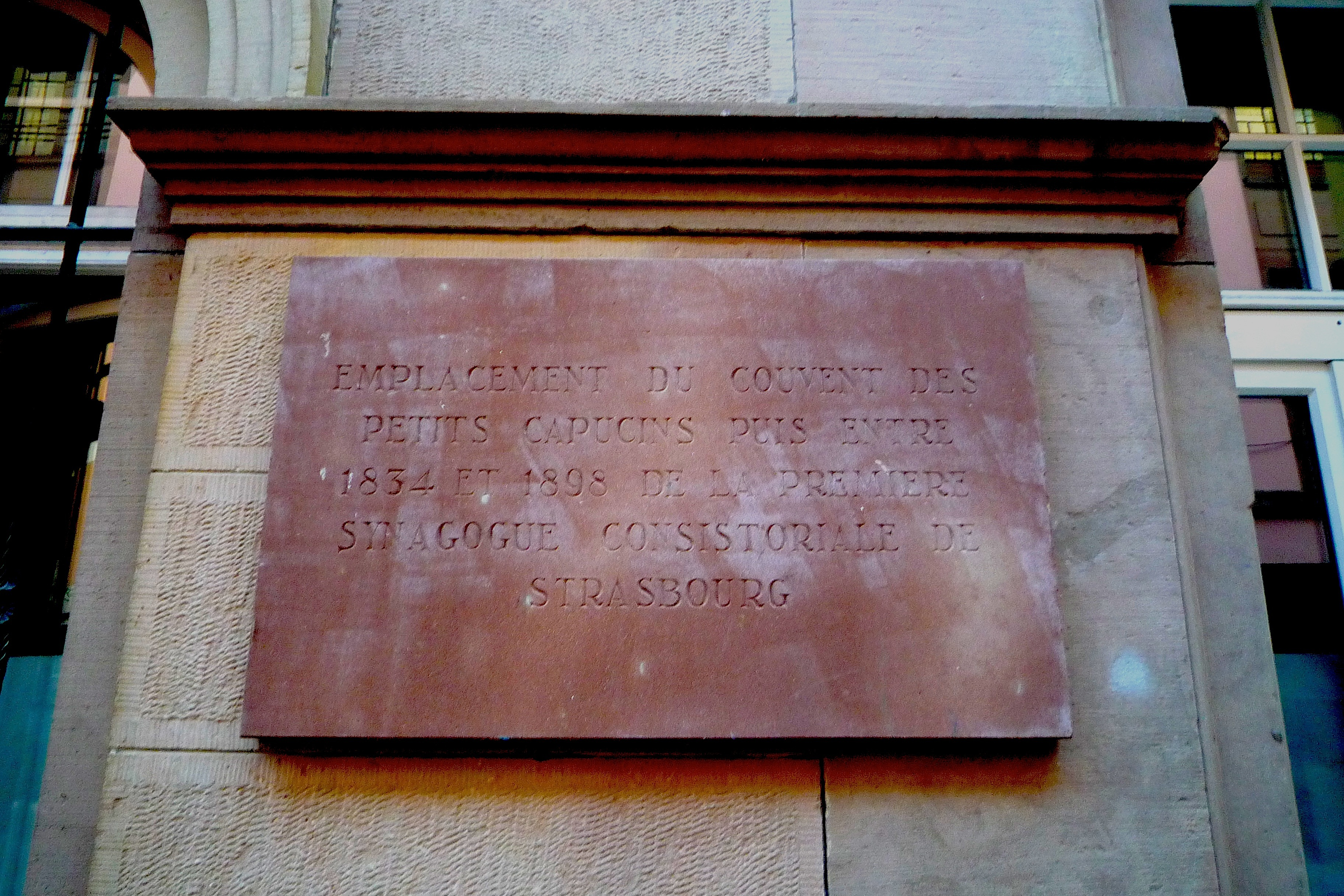
Plaque commémorative.

no 17Comme le no 15, cet immeuble date du XVIIIe siècle.
no 18Formant l'angle avec le no 14 de la rue Sainte-Barbe, cet immeuble a été construit vers 1900 sur l'emplacement de l'ancienne synagogue, comme le no 16. Le rez-de-chaussée, le pourtour des fenêtres, les allèges et linteaux sont en grès, les trois étages en briques jaunes. L'angle à pan coupé est doté de balcons. L'immeuble est couvert d'une toiture à la Mansart, percée de lucarnes en pierre.